# Gyascutus jeanae
Gyascutus jeanae är en skalbaggsart som först beskrevs av Nelson 1988.  Gyascutus jeanae ingår i släktet Gyascutus och familjen praktbaggar. Inga underarter finns listade i Catalogue of Life.